# Марцио Колонна
Марцио Колонна (итал. Marzio Colonna; ум. 1614), 3-й герцог ди Дзагароло, 1-й князь ди Галликано — государственный деятель Испанской империи.

## Биография
Сын Помпео Колонна, герцога ди Дзагароло, и Оринции Колонна, графини ди Чиколи и Марьери.
Римский нобиль и неаполитанский патриций.
Первые известия о нем относятся к поездке в Испанию в 1584 году, когда Марцио, наследовавший в том году отцу, намеревался принять участие в экспедиции против Англии.
28 мая 1585 года между Колонна и Сикстом V был заключен договор о продаже за 25000 скуди источников, расположенных в Пантано-ди-Грифо, местности, принадлежавшей Марцио, и водой из которых, называвшейся Acqua Felice, торговали в Риме. В 1586 году во время строительства водопровода (которое было завершено в течение года) папа приехал в Дзагароло, чтобы посетить работы. Колонна устроил ему пышный прием в своей герцогской столице.
После смерти Сикста V (1590) Колона решительно выступил в поддержку своего родственника кардинала Маркантонио Колонна, выйдя с оружием в руках на римские улицы.
Обычно он проживал в Палаццо Колонна на площади Святых Апостолов, где собрал коллекцию древних статуй и надгробий. У кардинала Алессандро Медичи он 14 марта 1591 приобрел дворец и сад, расположенные недалеко от базилики Максенция. Покупка обошлась ему в 1300 скуди, в дополнение к обязательству продолжать выплачивать две субсидии: одну монастырю Санта-Мария-Нова, а другой капеллану часовни в Сан-Пьетро-ин-Винколи; более того, Колонна, после смерти которого дворец и сад вернулись к кардиналу, обязался убедить Маркантонио Колонну, арендовать у Медичи дом под названием дель'Ольмо, расположенный за церковью Святых Апостолов.
Возможно, для этого же сада, описанного как близкого к Колизею, 19 марта 1596 Колонна получил лицензию на раскопки и извлечение любого предмета искусства. Аналогичную лицензию, дающую возможность извлечения любого надгробия или статуи, герцог получил 6 сентября 1597 для территории Валле-Мариани, в районе Фраскати.
В 1597 году он участвовал в экспедиции кардинала Пьетро Альдобрандини против Чезаре д'Эсте для присоединение Феррары к папским владениям. У него была задача нанять три тысячи пехотинцев и триста всадников. До военных действий не дошло, поскольку Чезаре уступил воле папы. В сентябре следующего года имя Колонна оказалось связано с убийством его друга Франческо Ченчи. Преступление было совершено в Петрелла-Сальто, феодальном владении Марцио, а один из убийц находился у него на службе.
25 апреля 1605 был пожалован Филиппом III в рыцари ордена Золотого руна. Получил орденскую цепь в Риме в день Святого Андрея из рук герцога Эскалоны, испанского посла при папском дворе.
В том же году Колонна, который входил в Коллатеральный совет Неаполитанского королевства, и был мэром Неаполя, отвечал за празднование по случаю рождения инфанта Филиппа.
В конце мая 1606 принял Караваджо, бежавшего из Рима, где он совершил убийство, и на несколько месяцев поселил его в своих владениях в Палестрине, Дзагароло и Пальяно. В этот период Караваджо написал картины «Мария Магдалина в экстазе», «Ужин в Эммаусе» и, возможно, «Святого Франциска».
В память о деятельности Колонна в городе Дзагароло, где он расширил крепостные стены и построил церкви, дома и фонтаны, была установлена мемориальная доска.
Масштабная деятельность подорвала финансы князя: в 1600 году он имел доход в 83 000 скуди, и при этом долги в размере 200 000 скуди. Чтобы справиться с этим, он основал банковскую контору Монте ди Пассерано, заложил земли Галликано, Монтефортино, Олевано, Торре, Колонну и Дзагароло, оставив состояние, отягощенное долгами, для оплаты которых его сын Пьерфранческо был вынужден продать в 1622 году Дзагароло, Колонну, Галликано и замок Олевано более чем за миллион скуди.

## Семья
Жена: Джулия Колонна ди Палестрина, дочь и наследница Шьярры Колонна, синьора ди Кастельнуово, Казальнуово, Пассарано, Галликано и Монтефьоре, и Клариче дель Ангвиллары. В 1601 году передала часть своих прав на отцовские владения двоюродному брату Франческо Колонна.
Дети:
- Пьерфранческо (ум. 16.03.1633), герцог ди Дзагароло, князь ди Галликано. Жена (30.06.1608): Мария Лукреция Туттавилла, графиня ди Сарно, дочь Муцио Туттавиллы, графа ди Сарно, и Джулии Колонна
- Просперо (ум. 15.01.1606), аббат-коммендатарий Санта-Сколастики в Субьяко
- Одоне
- Помпео
- Камилло
- Маргерита (ум. 01.1631). Муж: Франческо Караччоло, герцог ди Мартина
- Оринция (ум. 1.01.1682), монахиня в монастыре Санта-Лука-ин-Сенчи в Риме (2.05.1615)
- Раймонда, монахиня
- Клариче, монахиня
- Франческа, монахиня
- Джанфранческо, граф ди Чиколи